# 카쿠페

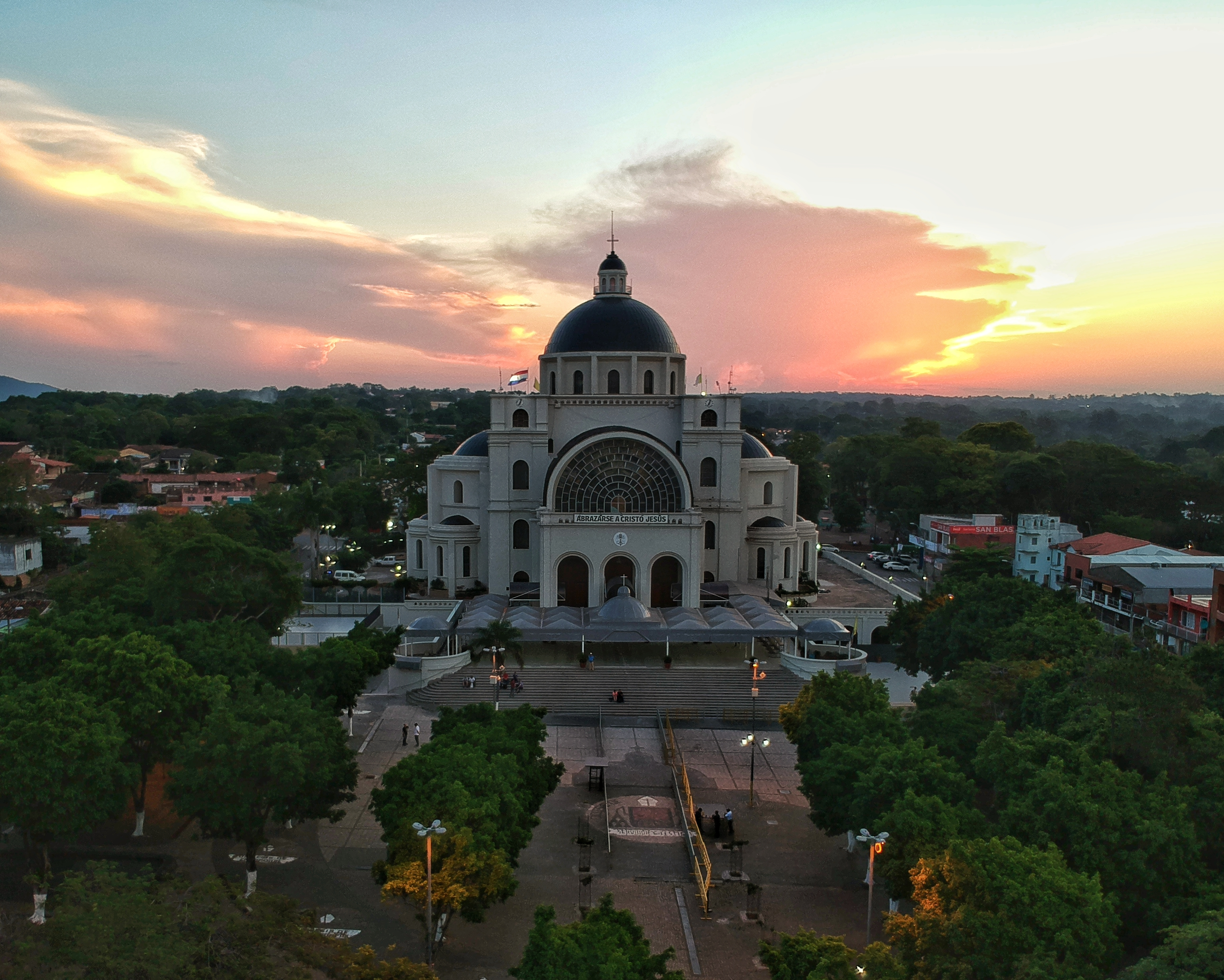

카쿠페(스페인어: Caacupé)는 파라과이의 도시로 코르디예라 주의 주도이며 면적은 145km2, 인구는 42,127명(2002년 기준)이다. 도시가 설립된 시기는 1770년이다.